# Регина Збарска
Регина Николаевна Збарска (девојачко Колесникова) (1935 - 1987) је била руска манекенка и фото-модел. Називали су је руском Софијом Лорен.

## Каријера
Постоје две приче о Регининим родитељима. Прва прича говори да је њен отац био родом из Југославије а да јој је мајка била Рускиња и да су живели у Лењинграду. Њих двоје су по тој причи радили у циркусу и погинули при једној изведби. Друга прича говори да се она родила у граду Вологда, да јој је мајка била докторка а отац пензионисани официр. 
Регина је уписала Економски факултет у Москви 1953. и тих година је приметила Вера Аралова која ју је увела у свет фото модела. Тако је Регина започела своју каријеру у моделингу. Француски лист Paris Match је њу назвао тајним оружјем Кремља. Вјачеслав Зајцев је назвао Регину руском Софијом Лорен фризирајући је једном приликом. 
1958. године је учестовала у снимању филма Морнар из "комете". 

## Приватни живот
Регина се само једном удавала, за човека по имену Феликс Лав Збарски који је био син научника Бориса Збарског. Удала се за њега шездесетих година 20. века. Регина је затруднела 1967. године али пошто њен муж није желео децу, одлучила се за абортус. Убрзо, њен муж је почео са аферама, најпре са глумицом Маријаном Вертинском а затим и са Људмилом Максаковом са којом је добио сина. Регина је у то време почела да користи антидепресиве али је касније смештена у психијатријску болницу на лечење. 
Совјетски обавештајац Виталиј Шликов је у својим мемоарима тврдио да је Регина живела са њим неко време и да је тада покушала више пута да се убије. Пре свега због скандала са КГБ-ом који су покушавали да је уцењују. Такође у својим мемоарима, он је категорички одбацио спекулације које је наишао у разним изворима, да је Регина радила у њиховом одбору помажући да се прикупљају потребни подаци за ово одељење на различите начине . 
При изласку з болнице она се убрзо враћа на подијум и започиње писање књиге. Јунак њеног романа био је млади југословенски новинар који користи Регину да постигне своју славу. Убрзо је под његовим ауторством објављена књига на њемачком језику "Сто ноћи с Регином Збарском", у којој су јасно описане експлицитне еротске сцене као и информације о наводним везама Збарског с члановима Централног комитета и осудама других модних модела. 

## Смрт
У трећем покушају, Регина је извршила самоубиство са таблетама за спавање, у новембру 1987. у 52. години живота.
Према једној верзији, Регина је умрла код куће, а не у болници. Према тој верзији, пронађена је мртва у стану са слушалицом у рукама. Колеге нису присуствовале сахрани а тело Збарске је кремирано. Околности њене смрти остају мистериозне, а место сахране непознато. Регина је сахрањена у Вологди поред свог оца и тетке.